# Булгаково (Сарактаський район)
Булга́ково (рос. Булгаково) — присілок у складі Сарактаського району Оренбурзької області, Росія.

## Населення
Населення — 133 особи (2010; 138 у 2002).
Національний склад (станом на 2002 рік):
- росіяни — 75 %